# Maria de Nassau (1556–1616)
Maria de Nassau (Breda, 7 de fevereiro de 1556 - Buren, 10 de outubro de 1616) foi a segunda filha de Guilherme I, Príncipe de Orange com a sua primeira esposa, Ana de Egmont. Recebeu o nome da sua irmã mais velha, Maria, que tinha morrido ainda bebé.

## Biografia
No início da Guerra dos Oitenta Anos, o irmão mais velho de Maria, Filipe Guilherme, foi enviado para Espanha, onde recebeu uma educação católica. Maria defendeu firmemente o direito do irmão receber o título de príncipe de Orange e barão de Breda contra o meio-irmão de ambos, o conde Maurício de Nassau.
Maria queria casar-se com o conde Filipe de Hohenlohe-Neuenstein, que conhecia desde os onze anos de idade, mas o seu pai opôs-se inicialmente a este plano, acabando por dar o seu consentimento em 1582. Contudo, após a sua morte, o seu irmão Maurício recusou-se a permitir a união. Maria estava prometida ao filho católico do duque de Aerschot, por este ser um aliado importante contra Espanha, mas a condessa recusou-se a casar com ele por ser uma calvinista fervorosa. Além do mais, deu início a um julgamento por se considerar no direito de proteger os bens do seu irmão Filipe Guilherme, que tinha sido feito prisioneiro em Espanha, por ser a sua única irmã direita.
No dia 2 de Fevereiro de 1595, aos trinta-e-nove anos de idade, Maria casou-se finalmente com Filipe de Hohenlohe-Neuenstein em Buren. O casal não teve filhos e Filipe morreu em 1606. O seu irmão Filipe Guilherme foi libertado em 1595 e regressou a Breda em 1610. Em 1612, Maria abriu um orfanato em Buren e morreu em 1616. O seu corpo encontra-se enterrado na Igreja de São Lamberto na mesma cidade.